# Ariella Azoulay
Ariella Azoulay (Tel-Aviv, 1962) és professora de cultura visual i fotografia a la Universitat de Tel-Aviv d'Israel. Prèviament va treballar al Programa d'Hermenèutica i Estudis Culturals de la Universitat de Bar-Ilan entre 1999 i 2010, abans de ser professora visitant a les universitats de Connecticut, Durham i Brown.
És autora de nombroses publicacions en hebreu i en anglès, com Death's Showcase: The Power of Image in Contemporary Democracy (MIT Press, 2001, guanyador de l'Infitiny Award for Writing de l'International Center for Photography), Once Upon A Time: Photography Following Walter Benjamin (Bar-Ilan University Press, 2006) i The Civil Contract of Photography (MIT Press, 2008), que examina la relació entre fotografia i ciutadania i la responsabilitat civil de l'espectador en contextos de desastres. També ha comissariat exposicions i ha escrit i dirigit obres audiovisuals.

## Publicacions
Títols traduïts a l'anglès:
- Death's Showcase: the power of image in contemporary democracy, 2001
- The Civil Contract of Photography, Zone Books, 2008
- From Palestine to Israel: A Photographic Record of Destruction and State Formation, 1947-1950, Pluto Press, 2011
- Civil Imagination: The Political Ontology of Photography, 2011
- (amb Adi Ophir) This Regime Which Is Not One: Occupation and Democracy between the Sea and The River (1967 -), Stanford University Press, 2011
- (amb Adi Ophir) The One-State Condition: Occupation and Democracy in Israel/Palestine, Stanford University Press.[3]

### Filmografia
- The Food Chain, 2010. Part 1, Part 2
- The Angel of History. (Excerpts here and here)
- Civil Alliance, 2012